# Zethesides propinquus
Zethesides propinquus là một loài bướm đêm trong họ Noctuidae.